# Юзыкайн, Александр Михайлович
Алекса́ндр Миха́йлович Юзыка́йн (12 марта 1929, д. Енактаево (Чормак), Бирский кантон, Башкирская АССР — 17 декабря 1996, Йошкар-Ола) — марийский писатель, редактор, журналист. Народный писатель Республики Марий Эл (1996).

## Биография
Из крестьянской семьи. Учился в родной деревне, затем — в Нижне-Татьинской 7-летней школе.
Окончил Краснокамское педагогическое училище (1947), Марийский педагогический институт (1951), Высшие литературные курсы Литературного института им. М. Горького при Союзе писателей СССР в Москве (1960).
До получения высшего образования был методистом Марийского института усовершенствования учителей, редактором Марийского книжного издательства, младшим научным сотрудником МарНИИЯЛИ, корреспондентом и редактором республиканского радио, литературным сотрудником журнала «Ончыко». После обучения в Москве, вернувшись в Йошкар-Олу, работал редактором Марийского телевидения, старшим инспектором Министерства культуры Марийской АССР, литературным редактором журнала «Ончыко».
С 1966 года профессиональный писатель, главный редактор журнала «Ончыко» (1984—1988).
Умер 17 декабря 1996 года в Йошкар-Оле, похоронен на родине в Башкортостане.

## Происхождение псевдонима
Псевдоним Юзыкайн писатель взял в честь родового имени, которому принадлежала фамилия Михайловых. Фамилия Юзыкайн имеет древнее происхождение от имени Юзыкай, по одной из версий производное от луговомар. юзыклаш — всхлипывать, по другой от луговомар. юзо — обладающий, имеющий практику или связь с духовной силой Ю, волшебник; русская фамилия Михайлов взята отцом Михаилом Васильевичем при получении паспорта согласно обычной в то время практике, а по одной из версий — из-за опасения быть репрессированным, будучи братом Александра Васильевича Юзыкайна.

## Творчество
Член Союза писателей СССР с 1957 года.
Литературным творчеством начал заниматься в 1947 году. В 1955 году опубликовал историческую поэму «Ямбатыр». Одновременно занимался драматургией. В 1957 году пьеса «Корнывожышто» («На перепутье») поставлена в Марийском драматическом театре им. М. Шкетана режиссёром С. Ивановым. А. Юзыкайн написал также драму в стихах «Олма сад» («Яблоневый сад»). Отдельно вышли его пьесы «Тошто тÿня» («В тёмном царстве»), «Раненый цветок».
Писал и для детей, известны его пьесы «Мондалтше ава» («Забытая мать»), «Онар», «Йогывай», поэма-сказка «Изий» на русском языке.
Первым крупным прозаическим произведением писателя стал роман «Кугызан вуй» («На царской горке», 1967, в русском переводе «Слепые и зрячие», «Отчужденные»). Затем появились «Маска вынем» («Медвежья берлога», 1972), «Тулото» («Костёр», 1978, в русском переводе «Дубравы»), «Эльян» (1979).
Все произведения писателя выпущены на русском языке в издательствах Йошкар-Олы и Москвы. Часть произведений переведена на азербайджанский, тувинский, чувашский, латышский, эстонский, якутский, казахский, татарский, башкирский, аварский, узбекский, венгерский языки.
В переводе Александра Юзыкайна издана на марийском языке повесть И. Василенко «Звёздочка», а также произведения других авторов, в том числе писателей народов СССР.

## Литературные произведения
Ниже представлены произведения А. Юзыкайна:

### На марийском языке
1. Ямбатыр: поэма // Ончыко. 1955. № 2. С. 54—60.
2. Корнывожышто : пьеса [На перепутье : пьеса]. Йошкар-Ола, 1959.
3. Йÿлышо вÿд : очерк-влак. да ойлымаш [Горящая вода : очерки и рассказы]. Йошкар-Ола, 1963. 76 с.
4. Изий : эрвел марий йомак [Сказка восточных мари]. Йошкар-Ола, 1964. 16 с.
5. Олма сад: драм, поэма // Ончыко. 1964. Mb 1. С. 25—69.
6. Мондалтше ава: йоча пьеса // Ончыко. 1965. № 4. С. 88—108.
7. Тошто тÿня: йоча пьеса [В тёмном царстве : пьеса]. Йошкар-Ола, 1966. 76 с.
8. Кугызан вуй : роман [На царской горке : роман]. Йошкар-Ола,1967. 76 с.
9. Маска вынем : роман [Медвежья берлога : роман]. Йошкар-Ола,1972. 256 с.
10. Начий: пьеса // Ӱжаран кастене. Йошкар-Ола, 1975. С. 79—90.
11. Тулото : роман [Костёр]. Йошкар-Ола, 1978. 360 с.
12. Эльян : роман. Йошкар-Ола, 1979. 400 с.
13. Эҥыремышвот: койдарчык повесть // Ончыко. 1986. № 1. С. 7—48.
14. Газэнхр: очерк // Ончыко. 1986. № 2. С. 68-80; № 3. С. 66—79.
15. Маска вынем : роман [Медвежья берлога : роман]. Йошкар-Ола,1988. 272 с.

### В переводе на русский язык
1. Раненый цветок: пьеса / пер. А. Трошина. Йошкар-Ола, 1969. 52 с.
2. Слепые и зрячие: роман / пер. А. Трошина. Йошкар-Ола, 1971. 268 с.
3. Медвежья берлога: роман / пер. Ю. Галкина. М., 1973. 312 с.; М., 1983. 304 с.; М., 1990. 320 с.
4. Эльян: роман / пер. Н. Фомичева. М., 1982. 256 с.
5. Отчужденные: роман / пер. В. Золотухина. Йошкар-Ола, 1982. 352 с.
6. Дубравы: роман. Кн. 2-я. / пер. В. Михайловой. М., 1983. 272 с.; Йошкар-Ола, 1985. 272 с.
7. Изий: сказка / пер. В. Летучего. Йошкар-Ола, 1987. 16 с.

## Награды, премии и звания
- Почётная грамота Президиума Верховного Совета Марийской АССР (1979).
- Государственная премия Марийской АССР (1988).
- Заслуженный работник культуры Марийской АССР (1984).
- Народный писатель Республики Марий Эл (1996).

## Семья
- Дядя — Александр Васильевич Юзыкайн (1885—1938), репрессирован[3].
- Брат — писатель и журналист Алексей Михайлович Юзыкайн (Алеко Юзыкайн, 1943—2004)[3].

## Память
Мемориальная доска в Йошкар-Оле, ул. Подольских курсантов, 17 (1998).